# Código Hermogeniano
El Código Hermogeniano fue una compilación jurídica publicada en tiempos del emperador Diocleciano.
El número siempre creciente de Constituciones Imperiales, que se tiende siempre a considerar fuente de Derecho, la dificultad de conocerlas, el favor de que, en la práctica, gozaban, especialmente de los rescriptos, hicieron sentir la necesidad de colecciones que las recogiesen para el uso de la práctica y de la enseñanza, especialmente cuando viene a menos la Iurisprudencia (jurisprudencia, como labor creativa de los juristas) que, a partir del siglo II, las recogía y elaboraba en sus propias obras. A esta exigencia se empezó a proveer ya en torno a finales del siglo III, con alguna tentativa es más antigua como los XX libri de Constitutiones de Papirio Justo, por iniciativa privada; solo más tarde, con Teodosio II, tal competencia pasará al Estado. A la iniciativa privada son debidos el Codex Gregorianus, el más antiguo y el Codex Hermogenianus.
El Código Hermogeniano (291-323) es una recopilación de leyes de carácter privado. Los compiladores extrajeron sus materiales de los archivos imperiales. El Codex Hermogenianus fue compilado en Oriente por Hermogeniano, de ahí su nombre, a identificar posiblemente con el contemporáneo jurista Hermogeniano, autor de los Libri sex iuris epitomarum, usados en el Digesto por Justiniano.
Al igual que el Código Gregoriano del cual, el Hermogeniano se cree como un mero complemento, es un trabajo privado, pero quizás un carácter oficioso no es totalmente excluible.

## Contenido del Código

### Diocleciano-Valentiniano I
El Código Hermogeniano comprendía, en cuanto se puede suponer por los materiales conservados en las diversas fuentes, las mismas que sirven para la reconstrucción de Gregoriano, constituciones que van desde Diocleciano (291) a Valentiniano I (365), no en serie continua, sino en grupos interrumpidos por lagunas.

#### Diocleciano, rescriptos 293-294
El grupo más conspicuo de constituciones seguramente provenientes del Hermogeniano viene dado por los rescriptos dioclecianos de 293-294, copiosísimo también en el Código de Justiniano, donde son, además distintos algunos concretos en la inscriptio, mientras son bastante escasas las constitutiones de los años siguientes.

#### Núcleo: Diocleciano, rescriptos 293-294
Se ha pensado además que el núcleo originario del código comprendía solamente las constituciones dioclecianas de 293-294, y que las de los años posteriores fueron igualmente añadidas; no es, por lo tanto, conjetura excesivamente atrevida, pensar que el compilador tomase directamente las constituciones de los archivos imperiales y que se limitase a disponer en orden sistemático los rescriptos de aquel bienio.

#### Rescriptos de Valentiniano I no incluidos
Es seguro que los rescriptos occidentales de Valentiniano I, contenidos en la Consultatio veteris cuiusdam iuriconsulti, son una tardía agregación hecha en Occidente, porque ninguna otra fuente los conoce, especialmente las orientales.

#### Constituciones de Constantino: No incluidas
Se puede añadir que las constituciones de Constantino están recogidas precisamente en el Código Theodosiano, señal de que ninguno de los códigos precedentes debía contenerlas.

#### Ediciones
Sobre la base de una noticia, por otra parte poco segura, del poeta cristiano Sedulio, del siglo V, se ha pensado en sucesivas ediciones del Código Hermogeniano por parte del compilador: pero más probablemente se trata de esporádicas añadiduras hechas por privados poseedores, como para el Gregoriano.

## Estructura
1. Libro único. El Código Hermogeniano debió de ser concebido como un complemento del Gregoriano, al que siempre se ha unido; quizás a esto es debida su característica de no estar dividido en libros, sino de comprender un solo libro, también más amplio de lo ordinario, dividido en numerosos títulos, ordenados bajo las mismas Rúbricas del Gregoriano, dentro de los que las constituciones, que conservan inscriptio y subscriptio, se seguían en orden cronológico.

1. Número. Las constituciones debían ser bastante numerosas; el título 69 debía contener, al menos, 120 constituciones.
2. Sistemática. En cuanto al orden sistemático, dado el carácter aludido, es verosímil que el Código Hermogeniano se modelase según el Gregoriano.

## Vigencia
Teodosio II, quizá no exactamente, le confirió, junto al Gregoriano, valor oficial; Justiniano publicando su Código, quitó todo valor al Hermogeniano, pero se había servido mucho del mismo para la Compilación del propio Código, sea como fuente rica en materiales, junto con el Gregoriano es la única fuente para el período anterior a 312.
1. Vigencia oficial. En sentido oficial, el Código Hermogeniano estuvo en vigor desde 439 hasta 528.
2. Vigencia real. En sentido real, el Código Hermogeniano estuvo vigente desde el 295 hasta incluso más allá de publicado el Código de Justiniano en 528.

## Eficacia
1. El Código Hermogeniano, al igual que el Gregoriano, contenía prevalentemente rescriptos y tales rescriptos, tratándose de una colección privada, conservaban la eficacia que tenían sin adquirir el carácter de norma general.
2. Substancialmente, el Código Hermogeniano puede parangonarse exactamente con las colecciones de responsa de los juristas, en las cuales, notoriamente, se inspira, siendo redactado según el mismo plan sistemático.

## Datación
I) 295
En primer lugar, se ha fechado la elaboración del Código Hermogeniano en torno al año 295, puesto que el mayor número de rescriptos que en él se contiene, de Diocleciano y Maximiliano, pertenecen a los años 293-294.
Se puede añadir que las constituciones de Constantino están recogidas precisamente en el Código Theosodiano, señal de que ninguno de los códigos precedentes debía contenerlas.
II) 314- 323
Hoy la doctrina mayoritaria opina que la Compilación del Código Hermogeniano debía ponerse entre el 314 y el 323, porque algunas constituciones del Código de Justiniano, que tienen al lado el nombre del Constantino el de Licinio, no pueden provenir del Código Theodosiano, donde el nombre de Licinio ha sido siempre eliminado de las inscriptiones y, consiguientemente, debería derivar del Hermogeniano.

## Repercusión
La repercusión del Código Hermogeniano fue bastante grande, semejante a la del Gregoriano, del cual siguió todas las vicisitudes.